# نهان‌دانگان پایه

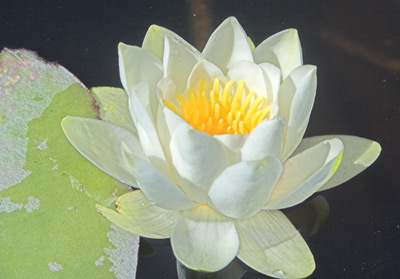
نیلوفر آبی سفید

گیاهان گُل‌دار پایه (به انگلیسی: Basal Angiosperms) گیاهانی گُل‌دار هستند که از دودمان منتهی به اکثر گیاهان گل‌دار، جدا شده‌اند. گروه‌های اصلی این گیاهان، شامل آمبورلا (یک گونه از درختچه‌های کالدونیای جدید)، نیلوفرآبی‌سانان (نیلوفرهای آبی، همراه با برخی دیگر از گیاهان آبزی) و جنوب‌ویره‌ای‌سانان (گیاهان معطر چوبی از جمله بادیان ستاره‌ای ژاپنی) است.
گیاهان گل‌دار پایه فقط چندصد گونه هستند اما در مقابل آن‌ها دولپه‌ای‌های نو، تک‌لپه‌ای‌ها و مگنولیاها شامل صدها هزار گونه هستند.

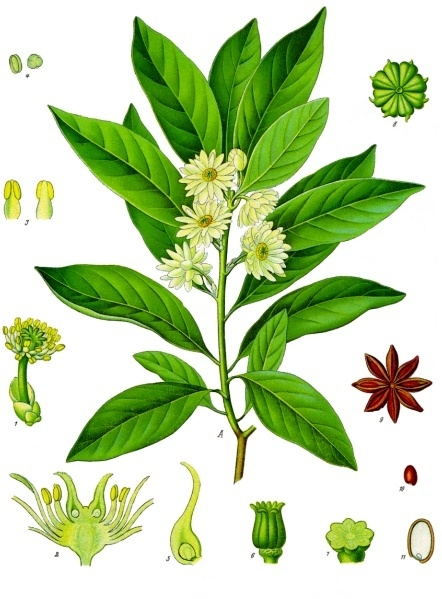
بادیان ستاره‌ای ژاپنی (Illicium anisatum)